# 재무 개선 작업
재무개선작업(財務改善作業, 영어: debt restructuring) 또는 워크아웃(영어: workout)은 기업가치 회생작업을 가리키는 말로 회생시킬 가치가 있는 기업을 살려내는 금융권(채권자) 주도의 기업회생작업을 말하며 부실징후가 있는 채무기업에 대해 채권들과 채무자가 채무의 변제방법 및 향후 기업 정상화를 상호 협의하여 기업갱생을 도모하는 재건형 정리절차를 말한다. 워크 아웃을 기업경영에 처음 도입한 것은 80년대 후반 미국 제너럴 일렉트릭(GE)사로 GE는 실제로 워크 아웃에 성공해 세계 최우량기업이 되었다. 이후 워크 아웃이라는 용어가 기업, 금융, 공동부문의 구조조정에 널리 사용되고 있다.
2006년부터 시행된 법정관리가 '채무자 회생 및 파산에 관한 법률(통합도산법)'에 근거해 법원이 진행한다면, 워크아웃은 기업구조조정촉진법(2001년 9월 제정, 이하 '기촉법')의 적용을 받아 금융권이 진행한다. 기촉법은 IMF 경제위기에 따라 기업의 구조조정을 쉽게 하기 위해 한시적으로 만든 법이다. 시한 만료가 될 때마다 국회의 재입법으로 연장됐고, 2013년을 마지막으로 폐기될 예정이다. 금융위원회는 기촉법의 재연장을 원하고 있고, 노동계는 기촉법의 폐기를 원하고 있다. 정보 공유 측면에서 법정관리에 비해 폐쇄적이어서 노동자 및 소액주주에게 더 불리한 제도라는 비판이 있다.
워크아웃은 법정관리와 달리 채권자인 금융권 채무만을 대상으로 한다. 금융권은 이미 투자한 자금을 떼이지 않기 위해 자금을 더 빌려주거나 상환 기간을 연장해주며 필요에 따라서는 신규 자금도 지원하는 등 일부 손실을 분담하게 된다. 동시에 채권단은 채무 기업에게 경영진 교체, 인원 감축, 자산 매각 등 고강도 구조조정을 통한 재무구조개선 이행을 요구한다.
금융기관의 손실분담이 채무 기업의 기존 경영진·주주·종업원의 손실 분담을 전제로 이루어지기 때문에 무상감자 등의 과정이 선행된 연후에 금융권의 자금 지원이 이루어지며, 자연스레 출자전환 등으로 이어지게 된다.
워크아웃은 채권단 75%가 동의하면 된다. 팬택, 금호아시아나그룹, 쌍용건설, 동부제철 등이 워크아웃을 이용한 바 있다.

## 같이 보기
- 법정 관리